# Musweiler
Musweiler ist eine Ortsgemeinde im Landkreis Bernkastel-Wittlich in Rheinland-Pfalz. Sie gehört der Verbandsgemeinde Wittlich-Land an.

## Geographie
Das Dorf liegt in der Eifel. Im Norden befindet sich Großlittgen, im Osten Minderlittgen und Hupperath und südlich liegt Landscheid. Die nächstgrößere Stadt ist die Kreisstadt Wittlich, etwa sechs Kilometer östlich gelegen.
Zu Musweiler gehören die Wohnplätze Birkenhof, Eichenhof, Lindenhof, Margaretenhof, Meesenmühle und Musweilermühle.

## Geschichte
Die Wasserburg Musweiler war ein Kurtrierer Lehen der Herren von Manderscheid, die den Besitz zeitweise an die Herren von Esch weiterverlehnt hatten. Ab 1794 stand Musweiler unter französischer Herrschaft, 1815 wurde der Ort auf dem Wiener Kongress dem Königreich Preußen zugeordnet. Seit 1946 ist er Teil des damals neu gebildeten Landes Rheinland-Pfalz.

## Politik

### Bürgermeister
Andreas Schon wurde 2024 zum Ortsbürgermeister von Musweiler gewählt.
Der Vorgänger war Stephan Zens.
Lothar Zens hatte das Amt des Ortsbürgermeisters von 1993 bis 2009 ausgeübt.

## Wirtschaft und Infrastruktur
Im Süden verläuft die Bundesautobahn 60. In Wittlich-Wengerohr ist ein Bahnhof der Moselstrecke.